# Sylvain Valee
Sylvain Valee, francoski maršal, * 1773, † 1846.